# Мусагалиев, Яуда
Яуда Мусагалиев (каз. Яуда Мұсағалиев; 1 января 1928 год, Азыгир, Казакская АССР, РСФСР — 30 ноября 2000, Караганда) — горняк, Герой Социалистического Труда (1971). Депутат Верховного Совета СССР 9 созыва. Кавалер знака «Шахтёрская слава».

## Биография
Родился 1 января 1928 года в селе Азыгир, Казакская АССР (ныне — Бокейординский район Западно-Казахстанской области).
В 1945 году вступил в колхоз имени Жданова Урдинского района. С 1948 года после окончания профессионального училища работал бригадиром горнорабочих очистного забоя на Карагандинской шахте № 64/83. В 1956 году вступил в КПСС. В 1960 году был назначен бригадиром комплексной бригады.
Во время восьмой пятилетки бригада, возглавляемая Яудой Мусагалиевым, добыла 38 тысяч тонн угля. Указом Президиума Верховного Совета СССР от 30 марта 1971 года удостоен звания Героя Социалистического Труда «за выдающиеся заслуги в выполнении заданий пятилетнего плана по развитию угольной и сланцевой промышленности и самоотверженный труд» с вручением ордена Ленина и золотой медали «Серп и Молот».
С 1974 года по 1980 год работал бригадиром комплексной бригады на шахте «Михайловская», в 1982 году получившей имя Тусупа Кузембаева. В 1974 году был избран депутатом Верховного Совета СССР 9 созыва. С 1980 года работал электрослесарем на шахте имени Кузембаева.

## Награды
- Герой Социалистического Труда
- Орден Ленина (1971).
- Орден Трудового Красного Знамени (26.06.1966)

## Память
В Караганде ежегодно проводятся республиканские соревнования по лёгкой атлетике имени Яуды Мусагалиева.